# Kalša
Kalša (in ungherese Kalsa) è un comune della Slovacchia facente parte del distretto di Košice-okolie, nella regione di Košice.